# Mario Banožić
Mario Banožić (Vinkovci, 10. ožujka 1979.) hrvatski je političar koji je služio na funkciji ministra obrane u drugoj vladi Andreja Plenkovića od 2020. do 2023. godine. Prethodno je bio ministar državne imovine u prvoj vladi Andreja Plenkovića od 2019. do 2020. godine.
Banožić je 11. studenoga 2023. godine izvanredno razriješen dužnosti ministra obrane uslijed izazivanja prometne nesreće sa smrtnim ishodom.

## Kontroverze
Kao ministar često je bio u sukobu s predsjednikom Milanovićem. U ljeto 2023. otkriveno je da napisao udžbenik e-marketinga kako bi mogao postati sveučilišni profesor, ali i da je velik dio udžbenika prepisao iz starijeg izdanja knjige svojih mentora te iz neovisne prezentacije dostupne na internetu.
Protiv njega je podnesen sudski postupak u ožujku 2022. zbog sukoba interesa pri dodjeli stanova 2019. godine, gdje je potpisao odluku za dodjeljivanje najvećeg od tri stana sebi zbog čega je platio kaznu od 930 eura. Pokušao je podnijeti tužbu, koju je Upravni sud odbio.

### Prometna nesreća
Dana 11. studenog 2023. godine u 6:10 sati Banožić je sudjelovao u automobilskoj nesreći. Optužen je da je kod Vinkovaca u svome terencu izazvao nesreću nepropisnim pretjecanjem kolone i prebrzom vožnjom. Vozač kombija, 41-godišnji muškarac, preminuo je na licu mjesta, a Banožić je odvezen u bolnicu. Iz bolnice je pušten nakon dva tjedna, o čemu DORH nije bio obavješten.
Optužnica je protiv Banožića podignuta šest mjeseci nakon nesreće. Banožić je zatražio da se iz dokaza u suđenju izuzme zapisnik o vještačenju i mišljenju Centra za forenzička ispitivanja, istraživanja i vještačenja „Ivan Vučetić” na kojemu se optužnica temelji, u kojemu stoji procjena da je tadašnji ministar izazvao sudar prelaskom u suprotnu traku unatoč slaboj vidljivosti zbog magle. Bivši ministar izjavio je u svibnju 2024. godine da je vozač kombija ustvari bio taj koji je prešao u suprotnu traku te uzrokovao sudar. Optužno vijeće suda odbilo je zahtjev za izuzimanje dokaza 14. lipnja, a Banožić je na to rješenje podnio žalbu.
Optužnica je potvrđena godinu dana poslije nesreće, u studenom 2024. godine, nakon odgađanja na zahtjev Banožićeve braniteljice.
U svibnju 2025. godine, godinu i pol nakon prometne nesreće u kojoj je poginuo 41-godišnji muškarac, na Općinskom sudu u Vinkovcima započelo je suđenje Mariju Banožiću. Na početku suđenja izjasnio je da se ne osjeća krivim.